# Calpiformis
Calpiformis là một chi bướm đêm thuộc họ Noctuidae.